# Taree Airport
Taree Airport är en flygplats i Australien. Den ligger i kommunen Greater Taree och delstaten New South Wales, i den sydöstra delen av landet, omkring 250 kilometer nordost om delstatshuvudstaden Sydney.
Närmaste större samhälle är Taree, nära Taree Airport. 
Omgivningarna runt Taree Airport är en mosaik av jordbruksmark och naturlig växtlighet. Runt Taree Airport är det glesbefolkat, med 12 invånare per kvadratkilometer. Genomsnittlig årsnederbörd är 1 825 millimeter. Den regnigaste månaden är februari, med i genomsnitt 359 mm nederbörd, och den torraste är oktober, med 41 mm nederbörd.